# Veensgarth
Veensgarth (norw. Vikingsgardr = Vikińska farma, lub Vingardr = Farma z zielonym polem) – miejscowość położona w dolinie Tingwall, na zachód od Lerwicku, na głównej wyspie Szetlandów – Mainland.

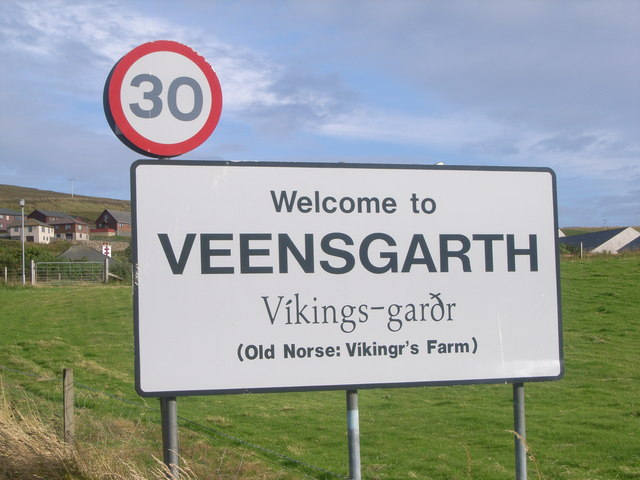
Znak informujący przyjezdnych o znaczeniu nazwy miejscowości Veensgarth

Ok. 1 km na południowy-wschód od Veensgarth znajduje się lotnisko. 